# 호기심 해결사
《호기심 해결사(원제: MythBusters→신화 깨부수기)》는 미국의 대중 과학 프로그램이다. 미국과 한국 등지에선 디스커버리 채널에서 방송했고 영국에선 BBC2 채널에서 방송했다. 특수 효과 전문가인 애덤 새비지와 제이미 하이네만이 진행하는 본 프로그램은 다양한 소문들(urban legend)을 과학적인 방법으로 검증한다.

## 기원
호기심 해결사는 디스커버리 채널의 부제 믿기 어려운 이야기 혹은 진실로 프로듀서 피터 리즈가 2002년에 제작하였다. 제이미 하이네만은 리즈를 통해 출연하게 되었으며 애덤 세비지는 함께 일을 하는 제이미와 공동 출연을 하여 시시할 수도 있는 방송을 독특하게 만들어냈다.
2006년 7월에 30분짜리 버전 (광고가 있는 60분짜리와 없는 43분짜리)의 호기심해결사를 영국 BBC2에서 방송하기 시작했다. 유럽 디스커버리 채널에서 방송된 에피소드는 때때로 미국판에서 나오지 않은 여분의 장면을 포함하는 "호기심해결사 편집분"(MythBusters Outtakes)과 같은 것을 만들기도 한다.

## 형식
각각의 에피소드는 1시간 분량이며 한 에피소드 당 2~3개의 소문 혹은 도시전설, 인터넷 루머 등을 다룬다. 간혹 간단한 주제의 여러 개를 다루기도 한다. 에피소드는 보통 주(主)와 부(附)로 분류할 수 있는데, '주'의 경우 복잡한 실험 과정이 담겨있기에, 분량의 대부분을 차지한다. '부'의 경우 좀 더 쉽게 실험 가능한 경우가 많다.
호기심 해결사 팀에서 이뤄지는 대부분의 검증 방법은 최대한 극적인 연출이 가능한 형태로 보여진다. 때문에 폭발, 화재, 차량 충돌 등은 호기심 해결사의 특징으로 남게 되었다.

### 실험의 결론
각 에피소드의 끝에는 그 이야기가 거짓인지, 가능성이 있는지, 타당한지 말한다.
거짓(Busted)
이야기의 결과가 그들이 재현할 수 없거나 과장된 것이다.
시청자가 결과에 만족하지 않은 경우 가끔 다시 실험이 행해진다.
타당하다(Plausible)
이야기의 결과가 실험의 몇몇 변수를 바꾸어도 상황이 똑같이 일어나면 그것을 타당하다고 한다..
이야기가 어떻게 이루어졌는지 아무런 문서도 없지만 호기심해결사들이 입증한 경우에도 타당하다고 한다.
타당하다 판정은 특히 팀이 실험의 결과를 복제할 수도 있고 시즌 5의 "죽음의 폭발하는 타이어"처럼 이야기의 확실한 기원을 찾을 수 없을 때 내려진다.
사실로 확인(Confirmed)
호기심 해결사가 이야기를 재현하는 것이 가능하거나 최대한 비슷하게 재현하였으며 이야기들이 확실한 기원을 가지고 있을 때 매겨진다.
그 외
가끔 하나 이상의 결과가 나올 때도 있다. 시즌 4 에피소드:<위로 발사된 탄환>의 "수직으로 발사된 총알이 사수 또는 무고한 사람을 죽일 수 있는가"라는 실험에서 그들은 "거짓", "사실로 확인" 그리고 "타당하다"의 3가지 결과 모두를 주었다.다른 상황 및 전문에 기초를 두어 실험의 결과가 3개의 기존 분류에 적합하지 않을 때 때때로 사용되었다. 시즌 6 에피소드:슈퍼사이즈 로켓 차가 그외 등급을 받았다.

## 재료와 장비
궁금증을 해결하기에 가장 좋은 혹은 유용한 특정 장비가 실험에서 이용된다.
- 탄도 젤라틴은 인간의 근육 조직과 가깝기 때문에 탄약의 성과를 실험하기 위해 사용된다. 호기심 해결사는 탄도 젤라틴을 저항과 같은 살의 특성을 재현하기 위해 혼합물을 이용하고 뼈와 같은 생물체의 한 부분을 이용하기도 한다. 또한 실험이 일어난 탄도 젤라틴 내부의 상태를 관찰하기 위해서 이용된다.
- 자동차와 같은 차량은 폐차장에서 수시로 얻어지거나 팬에 의해 기증되기도 하고 실험 조건에 의해 구입된다.
- 충돌 실험 인형 버스터와 같이 확실한 효과를 표현하기 위해 사용하는 (보통 위험한) 인체에 관한 실험에 이용된다.
- 소화기와 폭발 물질은 이를 필요로 하는 신화를 실험하기 위하여 이용된다.
- 초고속 카메라는 실험 도중 이동하는 목표의 속도를 가늠자를 이용해 기록하기 위하여 이용된다.
- 돼지 또는 짐승의 시체들은 버스터나 충돌 실험 인형 대신에 사용하며 탄도 젤라틴보다 더욱 정확한 결과를 필요로 할 때 이용된다.
- 유압 장비와 서보는 실험 도중 있을 수 있는 잠재적 위험을 위해 멀리서 조종하기 위해 이용된다.
- 폴리카보네이트 막은 잠재적으로 폭발 위험이 있는 실험을 위해 방어벽으로 이용된다. 폴리카보네이트막의 안전성은 시즌2 에피소드:폴리카보네이트는 방탄인가?의 주제였다.
- 고리 또는 "신속 이탈체"는 뭔가를 떨어뜨리거나 기계장치를 포함하는 실험에서 자주 이용된다.
- 충격 감지기와 디지털 가속계는 급격한 충격을 측정하기 위하여 이용된다.

## 방영 시간
대한민국 디스커버리 채널에서는 매주 금요일 밤 9시에 방영되었다.

## 출연진
- 호스트 - 제이미 하이네만, 애덤 세비지
- 빌드팀 - 케리 바이런, 토리 벨레치, 그랜트 이마하라